# 奥林巴斯AIR A01
奥林巴斯 Air A01是一款于2015年2月推出的可更换镜头数码相机产品，属于微4/3系统，可以兼容该系统中的交换用镜头。
其设计与传统数码相机有很大不同，属于分离设计的鏡頭式相機，需要使用者搭配智能设备（如手机、平板）与其连接后取景拍摄。其与索尼公司的ILCE-QX1相像，但奥林巴斯采用开放平台方式（OPC），鼓励用户对该产品进行软件开发。

## 概述

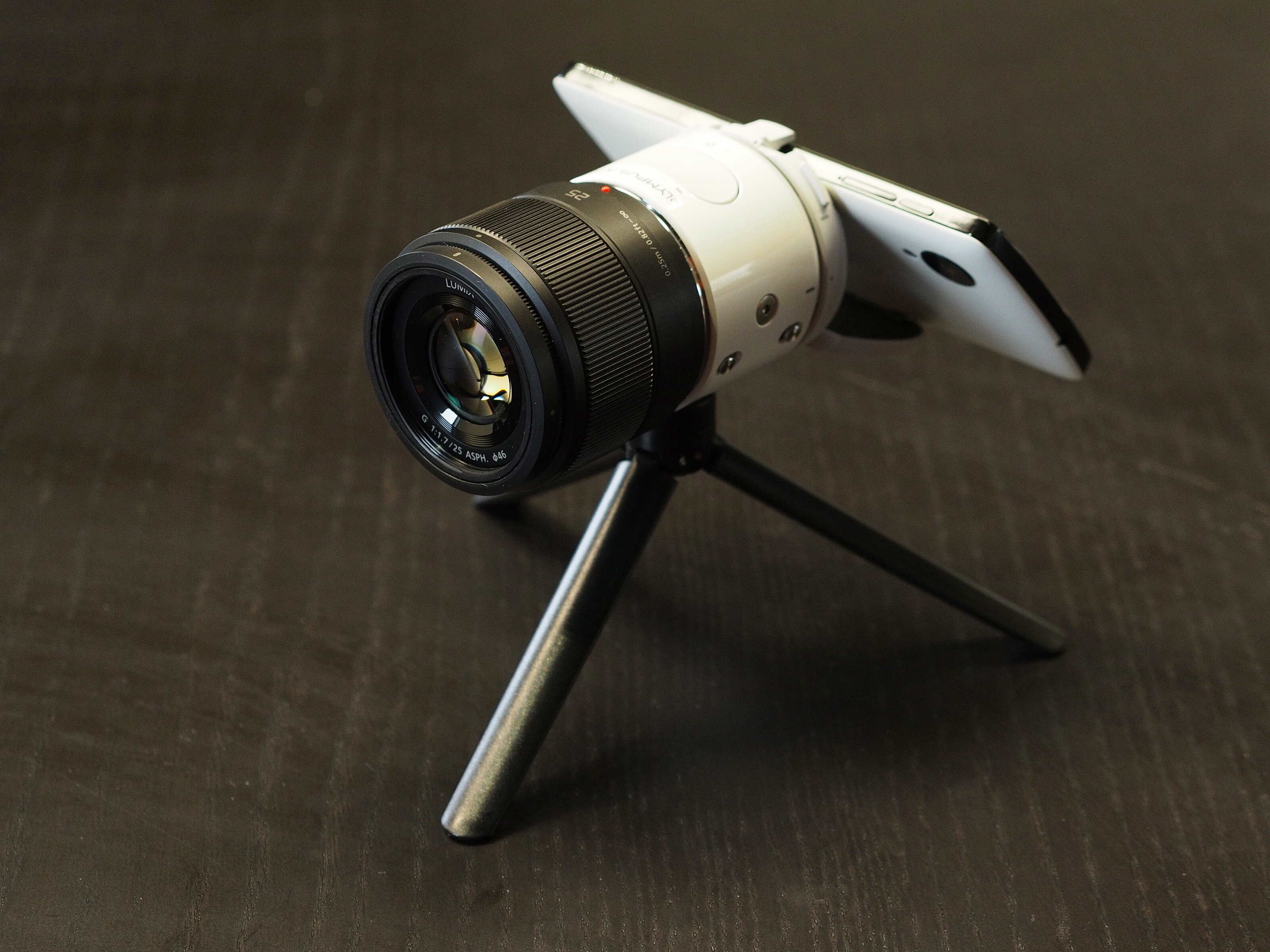
奥林巴斯 Air A01 装配了镜头与智能手机

在2012年左右，数码相机纷纷装配上了WiFi，并且提供了智能设备控制相机取景拍摄的APP；在2013年，索尼推出的QX100与QX10产品，精简了显示屏与大部分操控按钮，机身尺寸大幅度缩减，而成为一个完整相机的部分模块，需要与智能设备配套使用以完成原本完整的拍摄过程。
索尼公司在接下来的2014年夏，推出了ILCE-QX1，将这类相机推进到可换镜头领域，使用自己无反系统上的E卡口，可以适配所有E卡口兼容镜头。
与此几乎同一时期，奥林巴斯公司在2014年9月宣布了自己的OPC（Open Platform Community）计划，并且在年底披露了消费市场定型产品 ，并于次年的2015年春上市，定名为最终的『Air A01』。

## 软件支持

### 相关软件/APP
奥林巴斯为Air产品提供了相关APP：
| 名称            | 主要功能                     |
| --------------- | ---------------------------- |
| OA.Central      | 基础连接教学、基本使用       |
| OA.Viewer       | 照片回放                     |
| OA.Clips        | 视频相关拍摄与回放           |
| OA.ModeDial     | 模式选择，可以设定参数       |
| OA.PhotoStory   | 以PhotoStory拼图方式构建拍摄 |
| OA.ColorCreator | 色彩创意模式                 |
| OA.ArtFilter    | 滤镜模式                     |
| OA.Genius       | 智能/傻瓜拍摄模式            |

而一部分beta程序，和面向开发者的项目，则在OPC平台和SDK中提供。

### 固件更新
奥林巴斯提供了针对Air A01的固件更新：
| 版本号  | 时间       | 主要改进项                                                                      |
| ------- | ---------- | ------------------------------------------------------------------------------- |
| Ver.1.0 | 出厂       | -                                                                               |
| Ver.1.1 | 2015-10-19 | * 充电完成时LED不灭的问题修正 * 提升与专用应用程序的通信稳定性 * 提升操作稳定性 |
| Ver.1.2 | 2016-01-28 | * 兼容Windows 10 * 增加兼容带镜头防抖功能的奥林巴斯镜头                         |
| Ver.1.3 | 2016-12-20 | * 兼容Android 7.0 * 提升操作稳定性                                              |

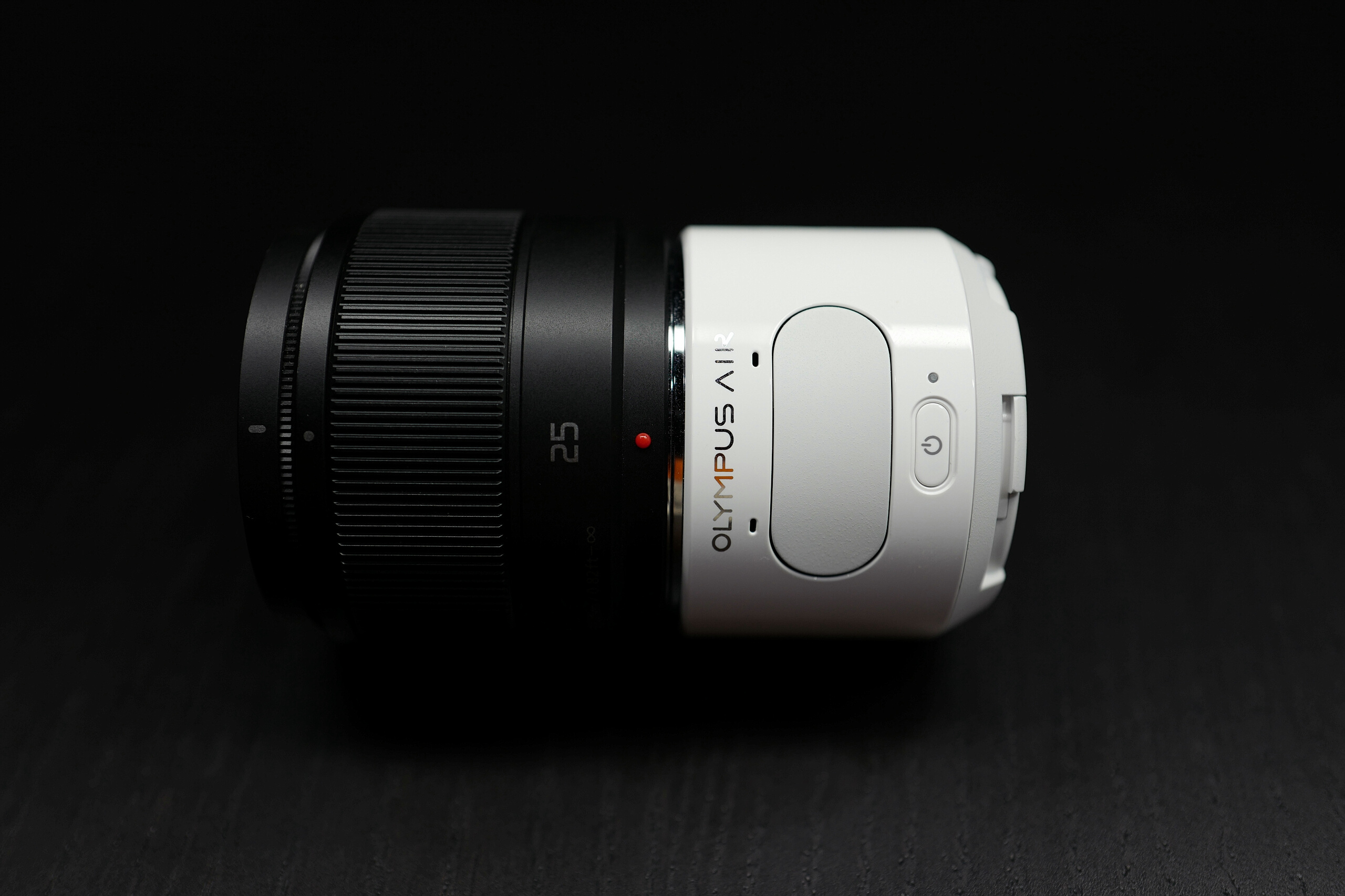
装配25mm F1.7镜头的Air A01
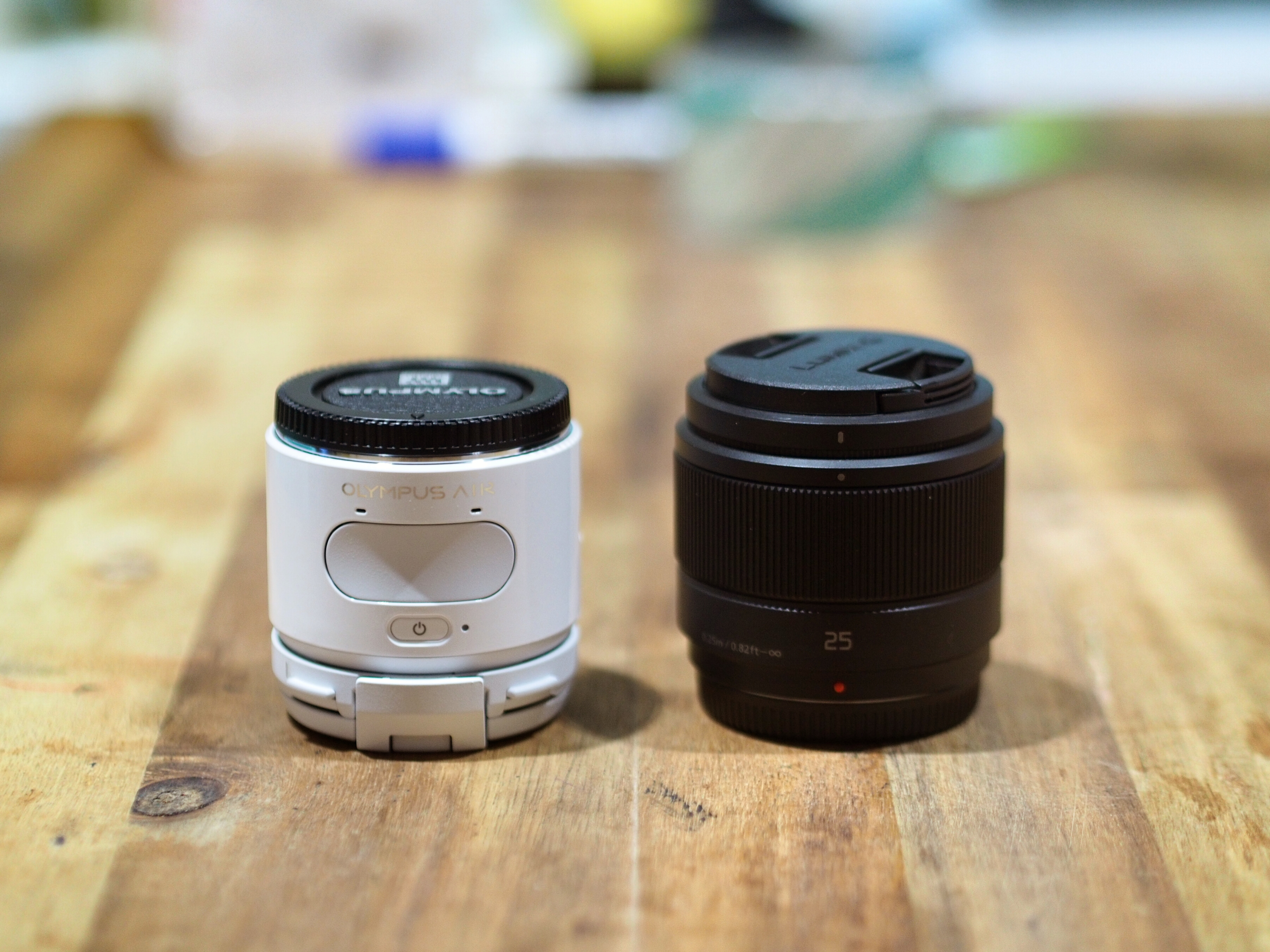
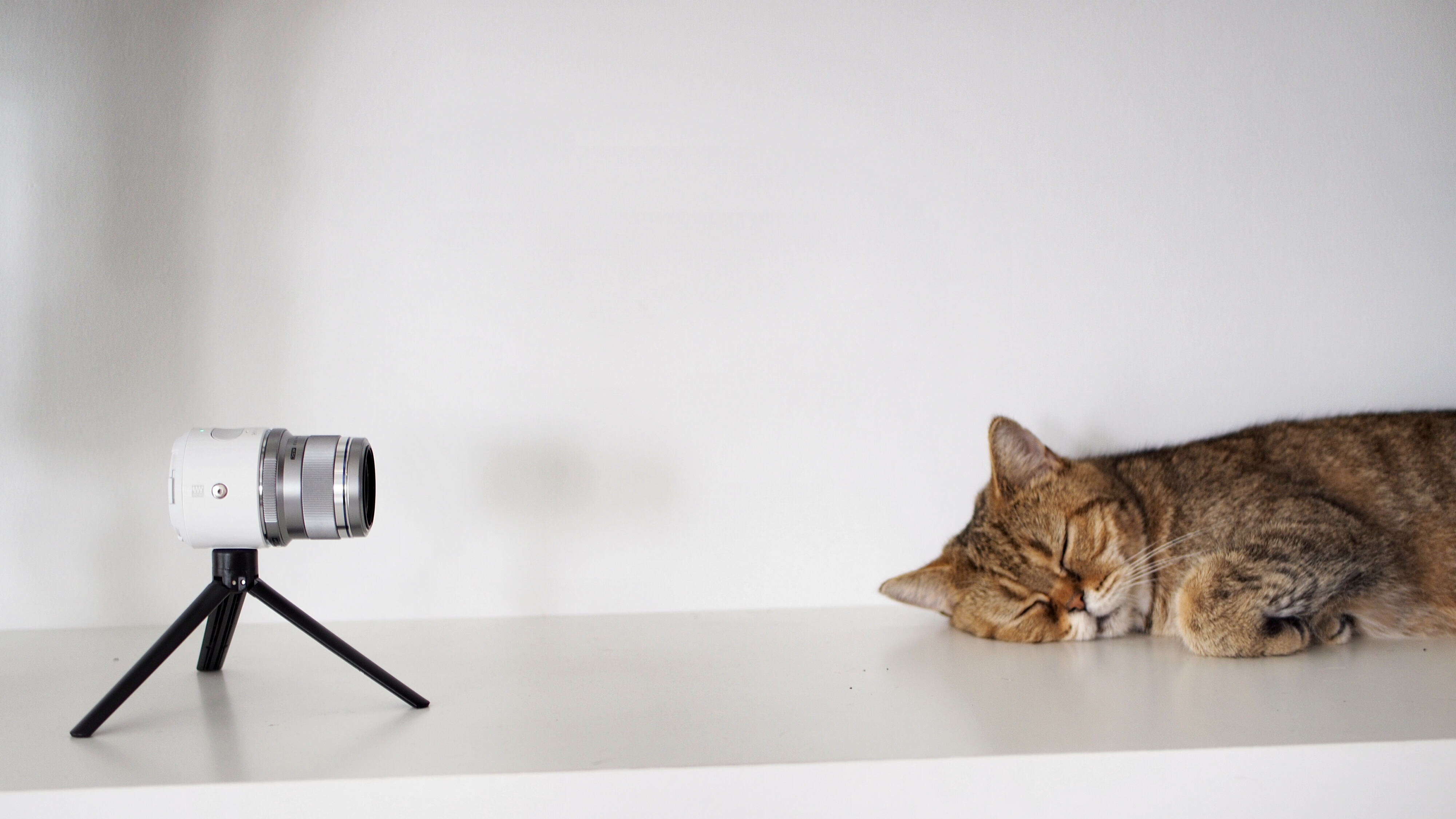